# Jean-Baptiste Pitois
Jean-Baptiste Pitois, també conegut com a Jean-Baptiste o Paul Christian (1811-1877), va ser un escriptor francès, conegut per La història i la pràctica de la màgia, publicat per primera vegada a França el 1870.

## Primers anys de vida
Jean-Baptiste Pitois va néixer el 15 de maig de 1811 a Remiremont, França. La seva família volia que fos sacerdot i li va permetre créixer en una comunitat monàstica. Tot i així, va acabar rebutjant el sacerdoci i es va traslladar a París, on es va convertir en l’associat de Charles Nodier, una de les principals figures literàries del moviment romàntic que llavors emergia a Europa. L'interès de Nodier per l'ocultisme es va transmetre a Pitois.

## Carrera

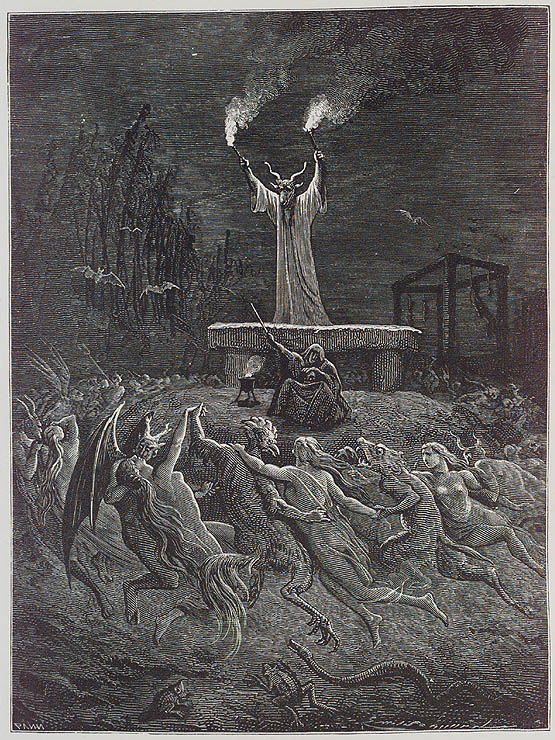
La Danse du Sabbat ("Ball del Sabbat de les bruixes") d'Emile Bayard: il·lustració de la Histoire de la Magie de Pitois

Pitois es va convertir en periodista i va escriure en gran part amb el nom de Paul Christian. Va coescriure París històric: passejos pels carrers de París (1837-1840), que va ser el seu primer llibre, amb Nodier. El seguiren els seus Estudis sobre la Revolució de París (1839). Aquell mateix any va ser nomenat bibliotecari del Ministeri d’Educació Pública.
Treballar amb Nodier a través de la massa de material sense catalogar va obrir un nou nivell d’interès per l’ocultisme, tot i que no es va manifestar durant anys. Mentrestant, va fer el servei militar a Algèria del 1843 al 44 i va escriure diversos textos històrics. Les seves obres més importants van ser la Història dels Terrors (1853) i els Herois del cristianisme de diversos volums (1853-57). Una pista del que vindria va aparèixer el 1844 amb les seves Històries del meravellós de tots els temps i terres.
Pitois havia llegit sobre ocultisme i havia desenvolupat una forta postura anticlerical. Durant la seva vida, molts textos orientals havien estat traduïts al francès, igual que les obres d'Emanuel Swedenborg. El 1859 Pitois va centrar la seva atenció en escriure Historie de la Magie, du monde Surnaturel et de la fatalité à travers les Temps et les Peuples (1870). Escrita amb cura per no ofendre el seu públic en gran part catòlic, es va convertir immediatament en una lectura molt popular. Va examinar la totalitat de l'ocult, explicant cada element, i va proporcionar una història de la pràctica ocultista a Occident des de l'antiguitat.
Pitois va escriure un llibre addicional, La història de la guerra amb Prússia i dels dos setges de París, 1870-71 (1872–73).

## Mort
La seva salut va minvar fins a la dècada de 1870 i va morir a Lió el 12 de juliol de 1877. Va deixar enrere un treball sobre astrologia encara inèdit que, segons es diu, conté nombroses al·lusions a esdeveniments contemporanis com a prova del valor de l'horòscop.